# Sarner Aa
De Sarner Aa (ook Sarneraa) is een 28 km lange rivier in het Zwitserse kanton Obwalden. De rivier ontspringt (als Lauibach) op de flanken van de Brienzer Rothorn op het grondgebied van de gemeente Lungern, ontwatert het gebied ten noorden van de Brünigpas, stroomt noordoostwaarts door de Lungernsee, de Sarnersee en de Wichelsee, voordat de Sander Aa bij het dorp Alpnachstad in Alpnach uitmondt in het Meer van Alpnach, een zijarm van het Vierwoudstrekenmeer. De rivier heeft verschillende namen over zijn lengte, bekend als de Lauibach stroomopwaarts van de Lungerersee, en de Aa of Aawasser tussen de Lungerersee en de Sarnersee.
Over de hele lengte stroomt de Sarner Aa door of nabij de steden en dorpen Lungern, Giswil, Sachseln, Sarnen, Kerns en Alpnach.
De Brünigbahn spoorlijn volgt het dal van de Sarner Aa in de afdaling van de Brünigpas naar Luzern.
Het dal van de Sarner Aa, het Sarneraatal, is het hoofddal van het kanton Obwalden in Centraal-Zwitserland. Het strekt zich uit van de Brünigpas op 1.008 m boven de zeespiegel over ongeveer 30 kilometer in noordoostelijke richting tot waar de Alpnachsee uitmondt in het Vierwoudstrekenmeer.